# Alaksandr Kułakou
Alaksandr Wiktarawicz Kułakou, błr. Аляксандр Віктаравіч Кулакоў, ros. Александр Викторович Кулаков - Aleksandr Wiktorowicz Kułakow (ur. 15 maja 1983 w Mińsku) – białoruski hokeista, reprezentant Białorusi, olimpijczyk, trener.

## Kariera
- Junost' Mińsk (2000-2001)
- HK Kieramin Mińsk (2001-2002)
- HK Witebsk (2002-2003)
- Dynama Mińsk (2003-2013)
  -  Junior Mińsk (2003-2004)
  -  Junost' Mińsk (2003-2004)
  -  Chimik-SKA Nowopołock (2004)
  -  HK Szachcior Soligorsk (2009)
- Torpedo Niżny Nowogród (2013-2014)
- Dynama Mińsk (2014-2017)
- HK Szachcior Soligorsk (2018)
- Junost' Mińsk (2018-2020)
- Podhale Nowy Targ (2021)

Wychowanek Junosti Mińsk. Od 2003 zawodnik Dynama Mińsk. W 2011 przedłużył kontrakt z klubem. Od maja 2013 do kwietnia 2014 zawodnik Torpedo Niżny Nowogród, związany rocznym kontraktem. Od czerwca 2014 ponownie zawodnik Dynama Mińsk. Zwolniony z klubu w grudniu 2017. Od stycznia 2018 ponownie w Szachciorze Soligorsk. Potem od 2019 do czerwca 2020 był zawodnikiem Junosti. Pod koniec stycznia 2021 został zaangażowany przez Podhale Nowy Targ. Po sezonie 2020/2021 odszedł z klubu.
Uczestniczył w turniejach mistrzostw świata w 2007, 2008, 2009, 2010, 2011, 2012, 2013, 2015, 2017 oraz był w ekipie Białorusi na Zimowych Igrzyskach Olimpijskich 2010.
Po sezonie 2020/2021 zakończył karierę zawodniczą i w sierpniu 2021 został ogłoszony trenerem napastników w klubie Junost' Mińsk.

## Sukcesy
Klubowe
- Złoty medal mistrzostw Białorusi: 2002 z Keraminem Mińsk, 2019, 2020 z Junostią Mińsk
- Puchar Białorusi: 2002 z Keraminem Mińsk, 2005, 2006 z Dynama Mińsk
- Puchar Spenglera: 2009 z Dynama Mińsk
- Brązowy medal mistrzostw Białorusi: 2018 z Szachciorem Soligorsk

Indywidualne
- Ekstraliga białoruska w hokeju na lodzie (2009/2010):
  - Czwarte miejsce w klasyfikacji asystentów w fazie play-off: 8 asyst[12]
  - Trzecie miejsce w klasyfikacji kanadyjskiej w fazie play-off: 12 punktów[13]
- Ekstraliga białoruska w hokeju na lodzie (2018/2019): czwarte miejsce w klasyfikacji asystentów w sezonie zasadniczym: 33 asysty[14]